# Prunus fruticosa
Prunus fruticosa (hay anh đào lùn, anh đào thảo nguyên, anh đào đất châu Âu) là một loại cây bụi rụng lá thuộc chi Mận mơ, có thể chịu được hạn hán và giá lạnh. Loài này có nguồn gốc từ các quốc gia như Bắc Caucasus, tây Siberia, Kazakhstan, Trung Quốc (vùng Tân Cương), phía tây của Nga, Ukraina, Ba Lan, Cộng hòa Séc, Đức, Belarus, Moldova, Bulgaria, Romania, Hungary, Serbia, Áo và Ý.

## Mô tả
Prunus fruticosa là một loại cây bụi cao khoảng 1 – 2 m, sinh sản theo hình thức sinh dưỡng. Nó có thể thích nghi với mọi loại đất, nhưng tốt nhất là trong đất mùn. Loài này rất cần ánh nắng mặt trời. P. fruticosa là thực vật thảo nguyên chứ không phải thực vật rừng rậm, mặc dù chúng hay mọc ở các bìa rừng.
Vỏ cây là màu nâu sẫm với các lỗ bì màu vàng. Lá dày, hơi tròn, hình mũi giáo, nhẵn ở mặt trên, có răng cưa hai bên mép lá, màu xanh đậm (chuyển vàng khi mùa thu), cuống ngắn. Hoa lưỡng tính, màu trắng, có 2 - 4 hoa trên mỗi cuống, được thụ phấn bởi ong. Hoa nở vào khoảng tháng 5. Quả hình cầu, màu đỏ tươi hoặc sậm, đường kính khoảng 8 – 25 mm, chín vào tháng 8, vị chua ngọt hoặc chát.

## Sử dụng
Quả của P. fruticosa được sử dụng để làm mứt hoặc chất làm se. Nó cũng được trồng trong vườn để làm cảnh và làm hàng rào chắn gió. Rễ của P. fruticosa rất hữu dụng trong việc cải tạo, ổn định đất hoặc các dự án phục hồi sinh cảnh.
P. fruticosa được cho là một trong những loài cha mẹ của Prunus cerasus (anh đào chua) bằng cách lai chéo giữa nó và Prunus avium (anh đào ngọt). P. cerasus bây giờ được tách ra thành một loài riêng trong chi Mận mơ. Một nghiên cứu cho thấy P. fruticosa đang dần biến mất tại vùng bắc Ba Lan do sự xói mòn di truyền. Nó lai tự nhiên với P. cerasu tạo thành Prunus × eminens, và với P. avium tạo thành Prunus × stacei.

## Hình ảnh
- Hoa của Prunus fruticosa
- Trái của Prunus fruticosa
- Hạt của Prunus fruticosa